# Gransjön (Fellingsbro socken, Västmanland)
Gransjön är en sjö i Lindesbergs kommun i Västmanland och ingår i Norrströms huvudavrinningsområde. Sjön har en area på 0,0986 kvadratkilometer och ligger 62 meter över havet.

## Delavrinningsområde
Gransjön ingår i det delavrinningsområde (660121-148275) som SMHI kallar för Utloppet av Sällingsjön. Medelhöjden är 54 meter över havet och ytan är 9,18 kvadratkilometer. Räknas de 2 avrinningsområdena uppströms in blir den ackumulerade arean 79,11 kvadratkilometer. Lillån som avvattnar avrinningsområdet har biflödesordning 4, vilket innebär att vattnet flödar genom totalt 4 vattendrag innan det når havet efter 182 kilometer. Avrinningsområdet består mestadels av skog (52 procent) och jordbruk (27 procent). Avrinningsområdet har 1,12 kvadratkilometer vattenytor vilket ger det en sjöprocent på 12,1 procent.